# Tajkun iz Rushmorea
Tajkun iz Rushmorea (eng. Rushmore) američka je tragikomedija iz 1998. koju je režirao Wes Anderson. Radnja se vrti oko 15-godišnjeg učenika (Jason Schwartzman) koji se je zaljubio u dvostruko stariju profesoricu iz drugog razreda, u koju je pak zaljubljen i bogati vlasnik čeličane (Bill Murray). To je drugi i najhvaljeniji film redatelja Wes Andersona, neobično ostvarenje nadahnuto klasikom "Diplomac" te stilovima redatelja Hala Ashbya i Jeana-Luca Godarda koje uživa kultni status. Iako je dio kritičara pokudio, većina ga je hvalila, dok je karijera Billa Murrayja doživjela renesansu. Film je također bio jedan od nominiranih za revidiranu 10. godišnjicu AFI-ne liste "100 godina...100 filmova".

## Radnja
Rushmore je elitna škola za bogatu djecu koju pohađa glavni lik Max Fischer, 15-godišnji siromašni učenik kojemu je umrla majka od raka kada je imao 8 godina te čiji otac radi kao frizer. On je u svojoj školi otvorio hrpu klubova i tako osnovao rekord u izvanškolskim aktivnostima; izdavač je školskih novina/predsjednik francuskog kluba/ kluba za model UN-a (države Rusije)/ potpredsjednik skupljača poštanskih marki i novčića/ kluba za debate/ Menadžer sportskog tima "Lacross"/ kluba za kaligrafiju/ osnivač astronomskog društva u školi/ kapetan tima za mačevanje/ tima za utrke/ predsjednik igre graničara/ drugi dirigent kora/ Kung fu kluba (žuti pojas)/ kluba gađanja glinenih golubova/ pčelarstva/ osnivač Yankee utrka/ redatelj dramskog kluba/ predsjednik kluba za letenje aviona.
Ipak, ravnatelj mu prijeti izbacivanjem jer su mu ocjene preslabe. Max slučajno upozna profesoricu Rosemary Cross te se zaljubi u nju. Isto tako upozna i bogataša Blumea, vlasnika tvornice čelika koji je ratovao u Vijetnamu i kojeg počne idolizirati, ali koji se isto zaljubi u profesoricu s kojom započne ljubavnu vezu. Ubrzo između Blumea i njega nastane sukob zbog nje, a pritom Max cijelo vrijeme ne primjećuje da se u njega zaljubila djevojka iz njegovog razreda, Margaret Yang. Nakon sukoba, Blume se razvede a gđa. Cross ga isto napusti. Na kraju se Blume i Max ponovno pomire. Max odustane od gđe. Cross te se zbliži s Margaret a završno organizira predstavu o Vijetnamu u svojoj školi, koju je labavo zasnovao na Blumeovim pustolovinama.

## Glumci
- Jason Schwartman kao Max Fischer
- Bill Murray kao Herman Blume
- Olivia Williams kao Rosemary Cross
- Brian Cox kao Ravnatelj Dr. Nelson Guggenheim
- Seymour Cassel kao Bert Fischer
- Mason Gamble kao Dirk Calloway
- Sara Tanaka kao Margaret Yang

## Nagrade
- Nominacija za Zlatni globus (najbolji sporedni glumac - Bill Murray).
- 2 osvojena Independent Spirit Awarda (najbolji sporedni glumac - Bill Murray, režija).
- Osvojena Nagrada Udruge filmskih kritičara New Yorka (najbolji sporedni glumac - Bill Murray).
- Osvojen Zlatni satelit (najbolji sporedni glumac u komediji ili mjuziklu - Bill Murray).

## Zanimljivosti
- Jedna od glavnih lokacija za snimanje filma bila je i srednja škola St. John's School, u Houstonu u Teksasu, koju je pohađao Wes Anderson.
- Dijalog u filmu koji izgovori Bill Murray kada ga Max upita kako je bilo u Vijetnamu, "Da, bio sam u govnima", je stavljen na 56. mjesto na listi "100 najvećih filmskih citata" u časopisu Premiere 2007.
- Slike mrtvog supruga gđe Cross u njenoj spavaćoj sobi su zapravo od scenarista Owena Wilsona.
- Maxova predstava "Nebo i pakao" sadrži brojne reference na antiratni film "Apokalipsa sada".
- Kada je Bill Murray pročitao scenarij, bio je toliko oduševljen da je htio snimiti film i besplatno.
- Scena u kojoj Max ispriča gđici Blume o aferi njenog supruga je inspirirana sceni u filmu "Na dokovima New Yorka".
- Glumica Alexis Bledel ("Gilmoreice") nastupa u maloj ulozi u filmu. Njen nastup se ne nalazi na popisu glumaca u filmu.
- Filmovi "Diplomac" i "Harold i Maude" su uvelike utjecali na film.
- Zaštitni znakovi Wesa Andersona: referenca na crtić Charlie Brown (na početku sekvence "Prosinac" čuje se pjesma "A Charlie Brown Christmas"), dvoje likova se vide ispod vode, posljednja scena je snimljenja u usporenoj snimci.
- U sceni u kojoj Max kupuje eksplozive za predstavu, kaže prodavaču: "Dostavite to u Ready Demolition, Tucscon, Arizona". To je referenca na prvu scenu Vala Kilmera u filmu "Vrućina".
- Prizor Maxa kako sjedi na go-kartu je rekreacija forografije iz 1909. francuskog fotografa Jacquesa Henrija Lartiguea.[3]

## Kritike
Većina kritičara je pohvalno pisala o filmu, dok je samo manjina bila nezdovoljna. Tako je nezadovoljni kritičar James Berardinelli u svojoj recenziji komentirao: 
"Film "Rushmore" pokušava biti i otkvačen i smiješan, ali nije ni jedno ni drugo"
Ni slavni Roger Ebert nije bio potpuno zadvoljan te mu je dao 2.5 od 4 zvijezde: 
"Film se pretvori u strateški obračun između Maxa i Blumea, i to bi također moglo nekome biti smiješno, osim što postane pomalo zlobno od Maxa što sve izda Blumeovoj supruzi, te se doima pomalo namještenim. Kada namještenost zamijeni nadogradnju priče i razvoj likova, iz filma ponestane pare...Bill Murray ima naviku pojaviti se u savršenim malim ulogama; on kao da glumi u svojim vlastitim filmovima, no od komedija "Tootsie" kao da je od sporednih uloga napravio vlastitu paralelnu karijeru. Njegov lik Blume se istodobno i divi i prezire Maxa zbog istog razloga: zato što ga podjeća na njega samog...Anderson i Wilson su dobri filmaši, ali njihov film kao da je razderan između dvije mogućnosti: strukturiran je kao komedija, ali postoje i tamniji elementi i teme, a ja sam skoro poželio da su dopustili priči da otiđe u te mračne kutove".
S druge strane, zadovoljniji Dustin Putman je napisao: 
"Film "Rushmore" je, kao i u pravom životu, spoj komedije i drame, iznenađenja i determiniranosti, te najvažnije, potpuno je human...Kako je moguće da su glumci, scenarij i sam film pokradeni od Oscara je jednostavno nepojmljivo za mene, ali sumnjam da je "Rushmore" odveć neobičan i inteligentan za članove akademije koji su opsjednuti ratnim filmovima i filmovima smještenima u razdoblje kraljice Elizabete...U prvoj polovici sata trajanja "Rushmora" zamjetio sam za sebe da mi se film jako dopao, ali sam sumnjao da će završiti odlično. No u obratu standardnog filma koji započne obečavajuće samo da bi propao u klimaksu, "Rushmore" je postao sve bolji i bolji s vremenom, a emotivno sve dublji i dirljiviji, tako da sam do potpuno zadovoljavajučeg kraja već bio potpuno zaljubljen u film"
Edward Johnson-Ott je samo zaključio: 
"Bilo bi lako zamisliti da je "Rushmore" jednostavno jedna krasna netipična komedija, ali toliko puno više se krije u njoj."
Lisa Schwarzbaum je utvrdila:
"Wes Anderson je stvorio remek-djelo originalnosti s filmom "Rushmore"".
Arsen Oremović iz "Večernjeg lista" u svojoj je recenziji također hvalio film i dao mu tri od četiri 'kritičarska prsta': 
"Redatelj Wes Anderson režira film na granici fantazije, ne brinući se toliko o strukturi koliko o dočaravanju osebujnih, izvrsno postavljenih likova. Ako nekog treba izdvojiti, onda je to milijuner Blume, u lijenom tumačenju Billa Murrayja, koji u Maxu nalazi sebe iz vremena dok nije ušao u brak i dobio dva sina kakva nikada nije zamišljao".

## Vanjske poveznice
- Tajkun iz Rushmorea u internetskoj bazi filmova IMDb-a
- Najdraži film kritičara na siteu pajiba.com  Arhivirana inačica izvorne stranice od 21. kolovoza 2006. (Wayback Machine)
- All Movie Guide entry for Rushmore  Arhivirana inačica izvorne stranice od 8. ožujka 2021. (Wayback Machine)
- Camus's Choice  Arhivirana inačica izvorne stranice od 18. lipnja 2006. (Wayback Machine): Rushmore
- David Kehr essay at criterionco.com
- Članak na Rottentomatoes.com